# 女と刀
『女と刀』（おんなとかたな）は、TBS系列の「木下恵介アワー」（当時：日産自動車一社提供）の第1弾で、1967年に放送されたテレビドラマ。第5回ギャラクシー賞、第1回期間選奨受賞作品。優秀映画鑑賞会推薦。日本視聴者会議推薦。

## 概要
鹿児島在住の作家中村きい子の原作を木下恵介、山田太一が脚色したドラマ。封建色の強い鹿児島という風土に生まれ、明治・大正・昭和の3代にわたる80余年の生涯をひたすら新しい女の人生を目指し、士族の血を誇りに生き抜いた女の激しい一生を描く。

## 原作
原作の『女と刀』は薩摩藩士の娘である母をモデルにした小説で、1964年から翌年まで『思想の科学』に連載され、その後光文社から単行本として、講談社から文庫本として刊行された。1966年に第7回田村俊子賞受賞。自分のつれあいを刀のひとふりの重さもない男と見限って70歳で離婚した没落士族の娘の一代記。

## 放送データ
- 放送期間：1967年4月18日～10月10日
- 放送時間：毎週火曜 21:00 - 21:30
- 放送回数：26回
- 放送形態：モノクロフィルム作品

## キャスト

### 伊原家
- フキ：中原ひとみ
- フキの子供時代：川上敦子
- 伊原兵衛門：大塚国夫
- 紀一：長谷川浩
- 紀一（十四才）：池田秀一
- 公紀：小坂一也
- 紀乃：岸久美子
- 成：亀井光代
- 成（十三才）：中村春美
- タツヨ：春川ますみ

### 権領司家
- 弥兵衛：川辺久造
- モエ：馬渕晴子
- タカ：岩崎加根子
- カナエ：清水良英

### 矢倉板家
- 矢之進：野々村潔
- マキ：高杉早苗
- 宗之進：高野真二

### その他の出演者
- 天龍金之助：江原真二郎
- 草壁三次郎：浜田寅彦
- 加古井：山口崇
- 松永：成瀬昌彦
- 兄：森塚敏
- 佐々木：三島耕
- 母：町田博子
- 妻サダ：大塚君代
- 八重：阪口美奈子
- 作造：寄山弘
- 桑田光之助：加藤恒喜
- 桑田光衛門：神田正夫
- 姑：辻伊万里
- 弥一郎：石坂博、田中晋二
- アキ：三崎千恵子
- 長老鶴晃：嵯峨善兵
- 遠藤：荒瀬友孝
- 村田：高木信夫
- 島田：島伸行
- 一寸虫先生：芦屋小雁
- 付人勉三：中田耕二
- 作十郎：今福正雄
- 剛：宮下捷
- 光本正人：西川宏
- シゲノ：岡村文子
- ミツ：井川邦子
- 正夫：津坂匡章
- 天龍の子分：南泰介
- 兵衛門の愛人：原知佐子
- 種子田の妻：浅茅しのぶ
- 百姓：山本幸栄
- 二歳頭：坪井洋二
- 二歳：篠原靖夫、国光正人
- なぐれ者：川島照満、中川秀人
- 下男：竹田法一
- 下女：谷よしの、後藤泰子、村上記代
- 仲居：秋田のり子
- やくざ：滝佐太郎
- 駐在：山崎直衛
- 森の男：益富信孝
- ザイの者：隼信吉
- 村の娘：出口玉枝
- 老女中：本橋和子
- 老女：原ひさ子
- 隣の女：成田光子
- 女：水木涼子、山辺潤子、秩父明子
- 同僚：松原直
- 家主の老婆：井上千枝子
- 刑事：館敬介
- 駅長：稲川善一
- 校長：浜村純
- 和尚：左卜全
- 村人：大矢兼臣
- 仲人：高橋正夫
- 村の女：志賀真津子、戸川美子、光映子
- 農家の女：磯野千鳥
- 燗ききの男：長浜藤夫、土田桂司
- 祈祷師：松村彦次郎
- 老年の教師：飯田覚三
- おばさん：山田千枝
- 郵便局の老人：森乃五郎
- 役場の人：草柳種雄
- 老婆：青山万里子
- 使いの男：杉田俊也
- 親族：高杉哲平

　** ほか
- ナレーター（フキの声）：中原ひとみ

## スタッフ
- 企画：木下恵介
- 原作：中村きい子
- 脚本：木下恵介、山田太一
- 演出：川頭義郎、中川晴之助、中新井和夫
- 音楽：木下忠司
- プロデューサー：小梶正治
- 制作：松竹、木下恵介プロダクション、TBS